# La Squadra Esecuzioni
La Squadra Esecuzioni (暗殺チーム, Ansatsu Chīmu, lit. "Equipo de Ejecución" en italiano), también conocida como Hitman Team (暗殺者ヒットマンチーム, Hittoman Chīmu) fue un ex-escuadrón de Passione el cual se especializaba en asesinatos. Sus miembros desertaron luego de ser amenazados con la muerte de dos miembros de su Squadra, los cuales trataron de adivinar la identidad secreta del Jefe de Passione. Después de la muerte de sus compañeros ellos siguieron su ejemplo y trataron de secuestrar a la hija del jefe para descubrir algo más sobre el Jefe, matarlo y apoderarse de Passione junto a sus respectivos negocios de droga.
El grupo está formado únicamente por usuarios de Stand y sirve como fuerza antagónica en la primera mitad de Vento Aureo, se enfrentan a la Pandilla de Bucciarati en sus intentos de tomar a Trish.

## Miembros
- Risotto Nero[n. 1] es el líder del equipo de asesinos. Después de que su primo fuera asesinado por un conductor borracho, Risotto lo localizó y asesino al conductor. Con la finalidad de ganar protección de la policía después de su crimen, Risotto se unió a Passionate. Risotto puede controlar el metal en sus alrededores (así como también en la sangre de los organismos) con su Stand, Metallica.[n. 2]
- Formaggio[n. 3] es el primer miembro de la Squadra que encuentran los protagonistas, con el asesino persiguiendo a Narancia para encontrar el paradero de Trish. Formaggio puede encoger cualquier objeto o criatura con su Stand, Little Feet.[n. 4]
- Illuso[n. 5] es el segundo asesino que encuentra el equipo de Bucciarati, el cual persigue a Giorno, Abbacchio y Fugo en las ruinas de Pompeya. Illuso puede llevar a los oponentes a un mundo de espejos (dejando atrás sus Stands) con su Stand, Man in the Mirror.[n. 6]
- Prosciutto[n. 7] es el tercer asesino que encuentra el grupo de Bucciarati, el cual persigue a todo el grupo en un tren a Florencia junto a su compañero Pesci. Prosciutto puede envejecer rápidamente a las personas con su Stand, The Grateful Dead.[n. 8]
- Pesci[n. 9] es un asesino que ataca al equipo de Bucciarati junto a Prosciutto. Aunque actúa tímido y cobarde, Pesci demuestra ser un oponente extremadamente poderoso. Pesci empuña el Stand Beach Boy,[n. 10] que toma la forma de una caña de pescar y un anzuelo y puede atacar rápidamente a los oponentes y sentir la fuerza vital. Beach Boy también puede atravesar objetos y paredes para enganchar a su objetivo.
- Melone[n. 11] es un asesino que ataca a Giorno, Bucciarati y Trish mientras el grupo intenta encontrar una nueva ruta a Venecia. Un individuo pervertido y retorcido, Melone usa el Stand Baby Face,[n. 12] que impregna a una "madre" con el ADN de un individuo y da a luz a un homúnculo cuyas habilidades difieren dependiendo del ADN de sus dos "padres".
- Ghiaccio[n. 13] es el último miembro del Hitman Team que el grupo de Bucciarati encuentra directamente (debido a que Risotto ya está muerto cuando el grupo lo encuentro), y persigue a Giorno y Mista mientras intentan llegar a Venecia. Ghaccio es un hombre extremadamente inestable que está enfurecido por las rarezas en el lenguaje, y empuña el Stand White Album,[n. 14] el cual cubre todo su cuerpo y le permite patinar alrededor de su entorno como si estuviera en hielo, además de congelar todo, incluido el aire a su alrededor usando su habilidad secundaria Gently Weeps.[n. 15]
- Sorbet[n. 16] y Gelato[n. 17] son 2 miembros del equipo, los cuales fueron brutalmente ejecutados por el jefe en un intento de descubrir su identidad. Sus muertes despertó el odio al jefe de parte de la Squadra y su desesperación de cazar a Trish Una.

## Historia
La Squadra Esecuzioni era un equipo de asesinos creado por Passione que tenía como líder a Risotto Nero, siendo su principal objetivo era llevar a cabo asesinatos para esta organización criminal, y los miembros recibirían un bono por cada muerte exitosa, aunque nada más, cosa que les hizo perder confianza con la organización. Eventualmente el equipo se cansó de su situación y exigieron un territorio que garantice mayores ingresos, pero el Jefe de Passione rechazó su pedido. Después de esto unos miembro de la Squadra, Sorbet y Gelato, decidieron investigar la identidad del Jefe, lo cual lo enfureció. Posteriormente los miembros de La Squadra di Esecuzione hallaron el cadáver de Gelato asfixiado con un pañuelo de papel y las partes del cuerpo de Sorbet seccionadas y enmarcadas en vidrio, las cuales fueron repartidas como una advertencia contra su rebelión. Al ver esto el equipo tomó la decisión de levantarse contra el Jefe.
Dos meses antes de los acontecimientos de Vento Aureo, la muerte de Donatella Una desencadenó el interés del equipo en su hija, Trish Una, ya que Donatella fue una antigua amante del Jefe. Después de que Risotto, Prosciutto, Ghiaccio e Illuso fueran enviados a la habitación de Donatella para investigar, descubrieron el vínculo entre Trish y el Jefe, esperaron poder usarla a ella y a su Stand para aprender del Jefe y poder detectarlo. La Squadra di Esecuzione desertó de Passione con la hija del jefe y se disperso por toda Italia para poder localizarla.
Durante los eventos de Vento Aureo, Formaggio es el primero en descubrir la ubicación de Trish, pues este se dio cuenta de la ausencia de la Pandilla de Bucciarati en el funeral de Polpo siendo este su propio oficial. Él siguió a Narancia Ghirga y lo interrogó, confirmando su sospecha de la hija del Jefe la cual produjo una pelea donde Formaggio es derrotado y asesinado, la pelea llama la atención de toda La Squadra di Esecuzione, forzando a que la Pandilla de Bucciarati tenga que mover a Trish.
Illuso es el siguiente en seguir a la Pandilla de Bucciarati, al ver que un auto sale de la ubicación donde se supone están Bruno Bucciarati y los demás, al llegar utiliza un espejo para intentar atraparlos con su stand Man in the Mirror atrapando así a Pannacotta Fugo, Illuso menciona que su intención no era atraparlo a él ya que daba igual quien fuera el punto era obtener información, tras torturar un poco a Fugo se da cuenta de que alguien se está alejando por el sonido de los pasos, se trata de Abbacchio quien después de discutir con Giorno decide ir por la llave que el Jefe de Passione les ha enviado, Illuso decide dejar a Fugo y empieza a seguir a Abbacchio teniendo un enfrentamiento con él en el cual Abbacchio resulta muy malherido, sin embargo Abbacchio logra enviarle la llave a Giorno por lo que Illuso se ve obligado a ir tras él, Giorno le tiende una trampa a Illuso haciéndolo entrar en el espejo, Giorno al estar infectado por el Stand de Fugo Purple Haze logra infectar a Illuso desde su mano, acorralado e infectado decide salir del espejo dejando su mano infectada en el mundo del espejo, sin embargo gracias a Giorno, Fugo puede localizar a Illuso desde el mundo del espejo derrotándolo así con su Stand.
Prosciutto y Pesci lograron seguir a la Pandilla de Bucciarati hasta un tren dirigido a Florencia, mientras estos se escondían en una tortuga. Los dos murieron a manos de Bruno Bucciarati, el tren quedó parado, dificultando los movimientos del grupo. Prosciutto antes de morir llama a Melone y le informa de la ubicación de la Pandilla de Bucciarati.
Melone va hacia el tren, y usando su Stand de largo alcance, Baby Face, rastre al grupó e intentó secuestrar sigilosamente a Trish. Sin embargo, es visto por Giorno, el cual derrota a Baby Face y manda una serpiente venenosa hacia la ubicación de Melone, la cual termina mordiéndolo en la lengua, matándolo. Durante la pelea Melone llamó a Ghiaccio y a Risotto por ayuda, Ghiaccio es el primero en llegar pero la Pandilla de Bucciarati ya había escapado.
Se revela que Ghiaccio y Risotto lograron acorralar a Pericolo (operador de los Passione), obligando a éste a suicidarse dentro de la tortuga. Desde su laptop quemada, Ghiaccio logró extraer una fotografía de Venecia, lo que los llevó a interrumpir la búsqueda de Giorno y Mista por un disco que contenía órdenes del Jefe. A pesar de la aparente invulnerabilidad de la armadura de White Album, Giorno y Mista se las arreglan para derrotar a Ghiaccio.
Mientras tanto, Risotto estaba investigando Cerdeña con en fin de aprender algo más del pasado del Jefe, en su investigación tuvo el encuentro con Vinegar Doppio. Risotto determinó con éxito la identidad del Jefe y se inició una pelea, estando cerca Narancia, Abacchio y Bucciarati , mientras él tenía la ventaja contra Doppio, este último atrapó a Aerosmith, el Stand de Narancia, e hizo que este los considerara como enemigos, el asesino profundamente herido finalmente logró conocer al verdadero Jefe de Passione. Con un ataque de Aerosmith, el cual Diavolo pudo esquivar gracias a King Crimson, Risotto recibió las balas, muriendo. Con su muerte, muere el último miembro de este escuadrón, siendo el fin de La Squadra di Esecuzione.